# Maddalena Buonsignori
Maddalena Buonsignori († 1396 in Bologna) war eine bolognesische Juristin, die von 1380 bis 1396 an der Universität von Bologna unterrichtete.

## Leben
Über das Leben von Maddalena Buonsignori ist wenig bekannt. Buonsignori war mit Giovanni Bianchetti verheiratet. Sie hatte Jura studiert und promoviert. Als Juristin genoss sie einen hervorragenden Ruf und in der Zeit von 1380 bis zu ihrem Tod im Jahr 1396 hielt sie öffentliche Vorlesungen an der Universität von Bologna. Über die Ehegesetze schrieb sie auf Latein die Abhandlung De Legibus Connubialibus. In diesem Werk verband sie ihr profundes Wissen über die alten Ehegesetze mit originärer und scharfsinniger Interpretation.
Eine Terrakotta-Büste von ihr gehört zu einem Zyklus von 12 Büsten, die 12 illustre Bologneserinnen darstellen. Die Büsten stammen aus dem Palazzo Felicini. Sie wurden fälschlicherweise Alessandro Algardi zugeschrieben, wurden jedoch von einem nicht näher bekannten Scultore di Casa Fibbia im späten siebzehnten Jahrhundert geschaffen. Ursprünglich für den Ehrensaal des Palazzo Fibbia Fabbri – heute Palazzo Masetti Calzolari – erstellt, steht sie heute im Museo della Storia di Bologna im Palazzo Pepoli Vecchio.
Judy Chicago widmete Maddalena Buonsignori eine Inschrift auf den dreieckigen Bodenfliesen des Heritage Floor ihrer 1974 bis 1979 entstandenen Installation The Dinner Party. Die mit dem Namen Maddalena Buonsignori beschrifteten Porzellanfliesen sind dem Platz mit dem Gedeck für Christine de Pizan zugeordnet.